# Сикияз (приток Юга)
Сикияз — река в России, протекает по территории Татышлинского и Балтачевского районов Башкортостана. Впадает в реку Юг в 13 от её устья. Длина реки — 17 км.
В верховьях на реке расположена деревня Старый Сикияз, а в районе устья село Нижнесикиязово.

## Данные водного реестра
По данным государственного водного реестра России относится к Камскому бассейновому округу, водохозяйственный участок реки — Белая от города Бирск и до устья, речной подбассейн реки — Белая. Речной бассейн реки — Кама.
Код объекта в государственном водном реестре — 10010201612111100025940.